# پیو
پیو (به اسپانیایی: Poio) یک شهرستان در اسپانیا است.

## خصوصیات
پیو ۱۴٬۸۸۹ نفر جمعیت دارد.